# 엉겅퀴 꽃 (영화)
《엉겅퀴 꽃》(영어: Ironweed)은 미국에서 제작된 엑토르 바벵쿠 감독의 1987년 드라마 영화이다. 잭 니컬슨, 메릴 스트리프 등이 출연하였고, 키스 배리시 등이 제작에 참여하였다. 흥행에는 실패하였으나 1988년 제60회 아카데미상에서 니컬슨과 스트리프가 각각 남우 주연상과 여우 주연상 후보에 올랐다.

## 출연진
- 잭 니컬슨
- 메릴 스트리프
- 캐럴 베이커
- 마이클 오키프
- 다이앤 버노라
- 프레드 귄
- 마거릿 휘턴
- 톰 웨이츠
- 네이선 레인
- 제임스 개먼
- 조 그리파시
- 테드 러바인
- 하이 앤젤
- 프랭크 훼일리
- 보리스 맥가이버

## 기타 제작진
- 총괄 제작: 데니스 블루인, 롭 코언, 조지프 H. 캔터
- 공동 제작: 진 커크우드
- 미술: 로버트 게라, 지닌 오퍼월
- 의상: 조지프 G. 올리시